# 565 до н. е.

## Події
- падіння тиранії Клісфена в Сікіоні.

## Народились
- Клісфен Афінський — давньогрецький політичний діяч.